# Geelstaartklaverzandbij
De geelstaartklaverzandbij (Andrena wilkella) is een vliesvleugelig insect uit de familie Andrenidae. De wetenschappelijke naam van de soort is voor het eerst geldig gepubliceerd in 1802 door Kirby.
De bij vliegt van halverwege april tot halverwege augustus. De piek bij de vrouwtjes ligt eind mei, bij de mannetjes begin juni. Het mannetje wordt 9 tot 10 mm lang. De soort bezoekt bloemen uit de vlinderbloemenfamilie.
De bij is in Nederland zeldzaam.